# Clemens Bewer

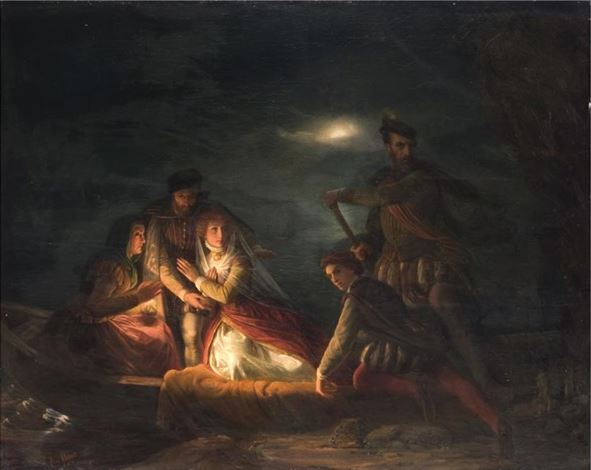
La fugida de Mary Stuart del castell de Loch Leven, 1846

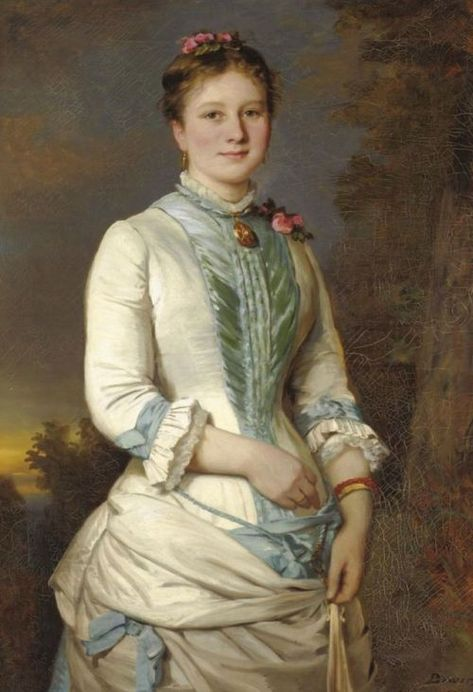
Retrat d'una dama amb roses roses, 1883

Clemens Bewer   (Aquisgrà, 30 de maig de 1820 - Bonn, 2 de setembre de 1884) va ser un pintor alemany d'història i retrats d'estil romàntic.

## Biografia
Va començar els seus estudis d'art a la classe magistral de Karl Ferdinand Sohn a la Kunstakademie Düsseldorf. El 1841, va continuar els seus estudis a París i Roma.
Treballant als estudis de Paul Delaroche, va adquirir els seus coneixements sobre la tècnica del color, després va aprendre el gravat en coure amb Ary Scheffer. També se li va obligar a fer còpies d'obres dels vells mestres, com Rafael, Andrea del Sarto, Ticià, Peter Paul Rubens i Bartolomé Esteban Murillo, que es van utilitzar en diverses petites esglésies.
Va tornar a Düsseldorf el 1847, on es va relacionar amb la Escola de pintura de Düsseldorf; una connexió que mantindria durant més de trenta anys. A més de la pintura, esdevingué professor a la Kunstakademie i hi fou nomenat professor el 1869.
També va ser membre de Malkasten (caixa de pintura) i, el 1861, es va convertir en membre de la comissió encarregada d'adquirir terres per al Malkastenpark (també conegut com a Jacobigarten). Va ser elegit president del Kunstverein für die Rheinlande und Westfalen el 1864.
El 1876 es va traslladar a Bonn, on va passar la seva jubilació. El seu fill gran, Rudolf Bewer, va seguir una carrera legal i es va convertir en Imperial Court Advisor. El seu fill petit, Max Bewer, va ser un escriptor i poeta associat al moviment Völkisch. La seva filla, Helene, es va casar amb el pintor noruec Hans Dahl.